# Епископ нишки Доментијан
Доментијан (световно име Драгутин Поповић; Сокобања, 24. октобар / 5. новембар 1872 — Ниш, 8 / 21. март 1913) био је епископ нишки.

## Биографија
Епископ Доментијан је рођен у Сокобањи 24. октобра 1872. године (по старом календару) од оца Крсте, протојереја и мајке Милеве. На крштењу је добио име Драгутин. Основну школу је завршио у месту рођења, а четири разреда гимназије са врло добрим успехом у Алексинцу. Био је у сродству са митрополитом Михаилом и по његовој жељи је прво ступио у семинарију у Русији, а затим је уписао Духовну академију у Кијеву. Студије је завршио 1899. године и вратио се у Србију са степеном кандидата богослова. Пре монашења био је писар у шабачком Духовном суду и наставник шабачке гимназије. Монаштво и монашко име Доментијан примио је на дан Воздвиждења (подизања) Часног Крста - Крстовдан (14. / 27. септембар) 1903. године, када га је епископ шабачки Димитрије рукоположио у манастиру Петковица код Шапца у чин ђакона, а сутрадан и у чин презвитера. Следеће (1904) године постављен је за наставника и васпитача Богословије Свети Сава у Београду. Професорски испит је положио 1905. Ради специјализације црквене археологије провео је 1906. неколико месеци у Лајпцигу и Берлину (Немачка).
На пролећном заседању Светог архијерејског сабора 1911. године једногласно је изабран за епископа нишког 19. априла / 2. маја, хиротонисан 24. априла / 7. маја и устоличен у Нишу на први дан Св. Тројице (Духова) 29. маја / 11. јуна, 1911. године. У току свог кратког деловања на епархији задобио је опште поштовање пастве и српске јавности. Приликом обиласка болесника и рањеника у нишкој војној болници добио је тифус и од њега умро 8. / 21. марта, 1913. Сахрањен је 10. / 23. марта, у епископској гробници у нишкој Саборној цркви. Опело је чинодејствовао епископ шабачки Сергије.
Изнад гробнице на јужном зиду храма била је спомен плоча од белог мермера висока 65 см. и широка 80 см. У горњем делу плоче била је слика епископа Доментијана испод које је писало: „Доментијан епископ нишки / рођен 24. окт. 1872 - умро 8. марта 1913. / Спомен му подиже мати Милева”. Два дана после великог пожара (12. новембра, 2001. године) плоча се распала у прах.